# 莱斯沃斯专区
莱斯沃斯专区（希臘語：Περιφερειακή ενότητα Λέσβου），是希腊北愛琴大區的一个专区。专区范围为整个莱斯沃斯岛，首府为米蒂利尼。专区面积为1,632.8平方公里，2021年人口数量为83,068人。

## 行政
在2011年卡利克拉提斯改革方案中，希腊所有州份被取消。原莱斯沃斯州分为莱斯沃斯专区和利姆诺斯专区。当时莱斯沃斯专区只下辖一个市镇，即莱斯沃斯市镇。2019年克里斯提尼一号改革方案后专区下分为2个市镇：
- 米蒂利尼（黄色部分）
- 西莱斯沃斯（红色部分）